# Скшинка (Західнопоморське воєводство)
Скшинка (пол. Skrzynka, нім. Grüneberg) — село в Польщі, у гміні Ліп'яни Пижицького повіту Західнопоморського воєводства.
Населення — 246 осіб (2011).
У 1975-1998 роках село належало до Щецинського воєводства.

## Демографія
Демографічна структура станом на 31 березня 2011 року:
|          | Загалом | Допрацездатний вік | Працездатний вік | Постпрацездатний вік |
| -------- | ------- | ------------------ | ---------------- | -------------------- |
| Чоловіки | 126     | 30                 | 85               | 11                   |
| Жінки    | 120     | 26                 | 66               | 28                   |
| Разом    | 246     | 56                 | 151              | 39                   |